# Variació de temps de trànsit
La variació de temps de trànsit és un mètode per detectar exoplanetes per observar les variacions en el temps d'un trànsit. Això proporciona un mètode extremadament sensible capaç de detectar planetes addicionals en el sistema amb masses potencialment tan petites com la de la Terra. En sistemes planetaris molt compactes, l'atracció gravitacional dels planetes entre ells fa que un planeta acceleri i un altre planeta desacceleri al llarg de la seva òrbita. L'acceleració fa que el període orbital de cada planeta canviï. La detecció d'aquest efecte mitjançant el mesurament del canvi es coneix com a variacions de temps de trànsit. La variació de temps pregunta si el trànsit es produeix amb periodicitat estricta o si hi ha una variació.
La primera detecció significativa d'un planeta no transitat amb variacions de temps de trànsit es va realitzar amb el telescopi Kepler de la NASA. El planeta en trànsit Kepler-19b mostra la variació del temps de trànsit amb una amplitud de 5 minuts i un període aproximadament de 300 dies, el que indica la presència d'un segon planeta, Kepler-19c, que té un període que és un múltiple gairebé racional del període del planeta en trànsit.
El 2010, els investigadors van proposar un segon planeta en òrbita al WASP-3 basat en la variació del temps de trànsit, but this proposal was debunked in 2012.
La variació de temps de trànsit es va utilitzar per descobrir Kepler-9d i va guanyar popularitat per al 2012 per confirmar descobriments d'exoplanetes. but this proposal was debunked in 2012.
La variació del temps de trànsit es va utilitzar per descobrir Kepler-9d i va guanyar popularitat per al 2012 per confirmar descobriments d'exoplanetes.
TTV també es pot fer servir per mesurar indirectament la massa dels exoplanetes en sistemes compactes de múltiples planetes i / o sistemes els planetes dels quals estan en cadenes ressonants. Realitzant una sèrie d'anàlisis (TTVFaster) and numerical (TTVFast i numèric (Mercury) Es van determinar les integracions de n-cos d'un sistema de sis planetes interaccionant gravitacionalment, planificacions de masses inicials per als sis planetes interns de TRAPPIST-1, juntament amb les seves excentricitats orbitals.